# 豪拉大桥

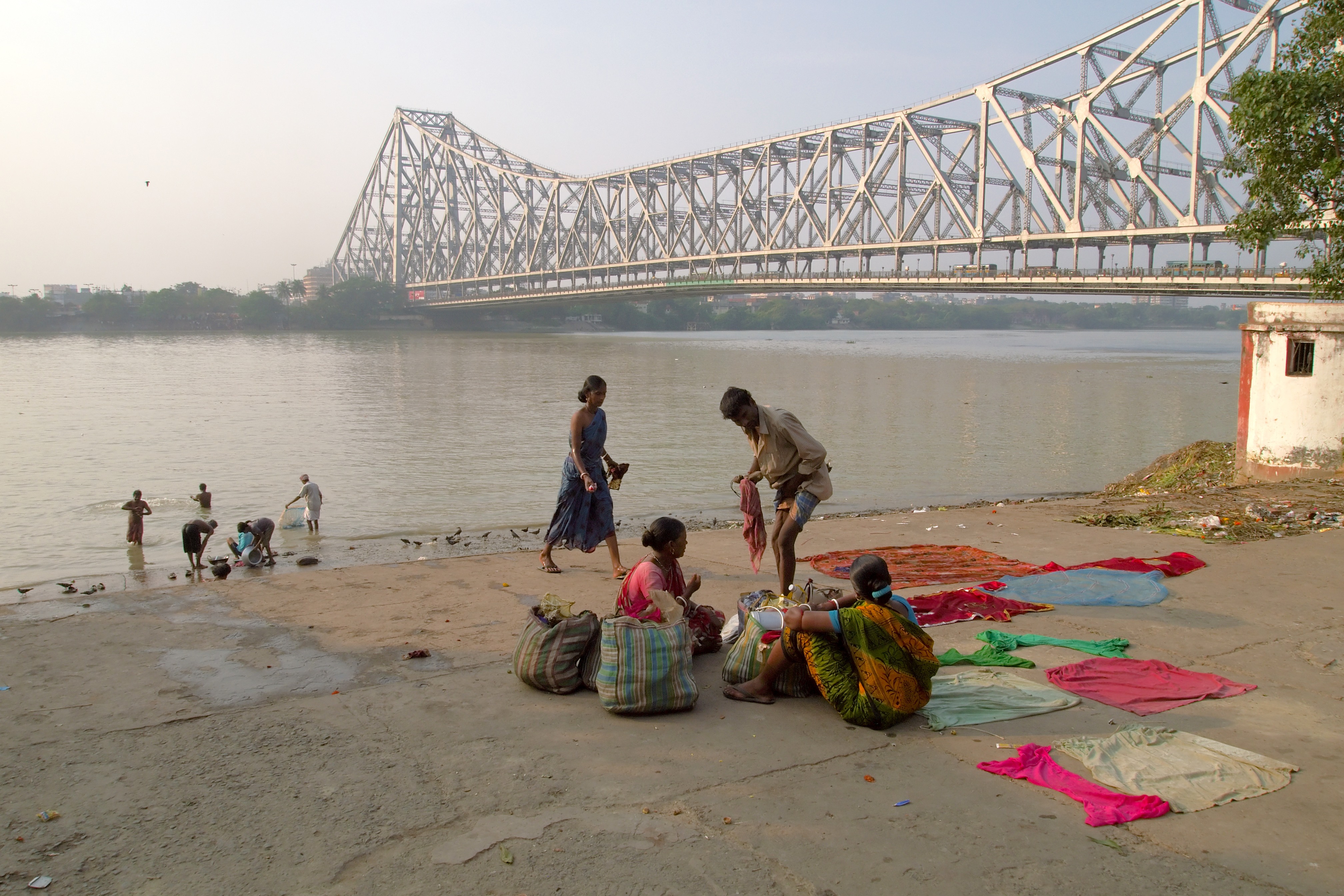
豪拉大桥

豪拉大桥（Howrah Bridge）是印度一座跨越胡格利河的悬臂桥，长705米
，位于西孟加拉邦的豪拉与加尔各答两市之间，建于1936年到1942年，1943年2月3日开放。1965年6月14日该桥更名为Rabindra Setu，得名于印度首位诺贝尔文学奖得主、孟加拉大诗人泰戈尔。但仍普遍称为豪拉大桥。
豪拉大桥是胡格利河上的四座桥梁之一，加尔各答的标志之一。每天的交通流量达到约10万辆， 以及可能超过15万行人，使之成为世界上最繁忙的悬臂桥，在其建造时为世界第三长的悬臂桥，目前是世界第六长的同类型的桥梁。